# Sotosalbos
Sotosalbos est une commune de la province de Ségovie dans la communauté autonome de Castille-et-León en Espagne.

## Sites et patrimoine

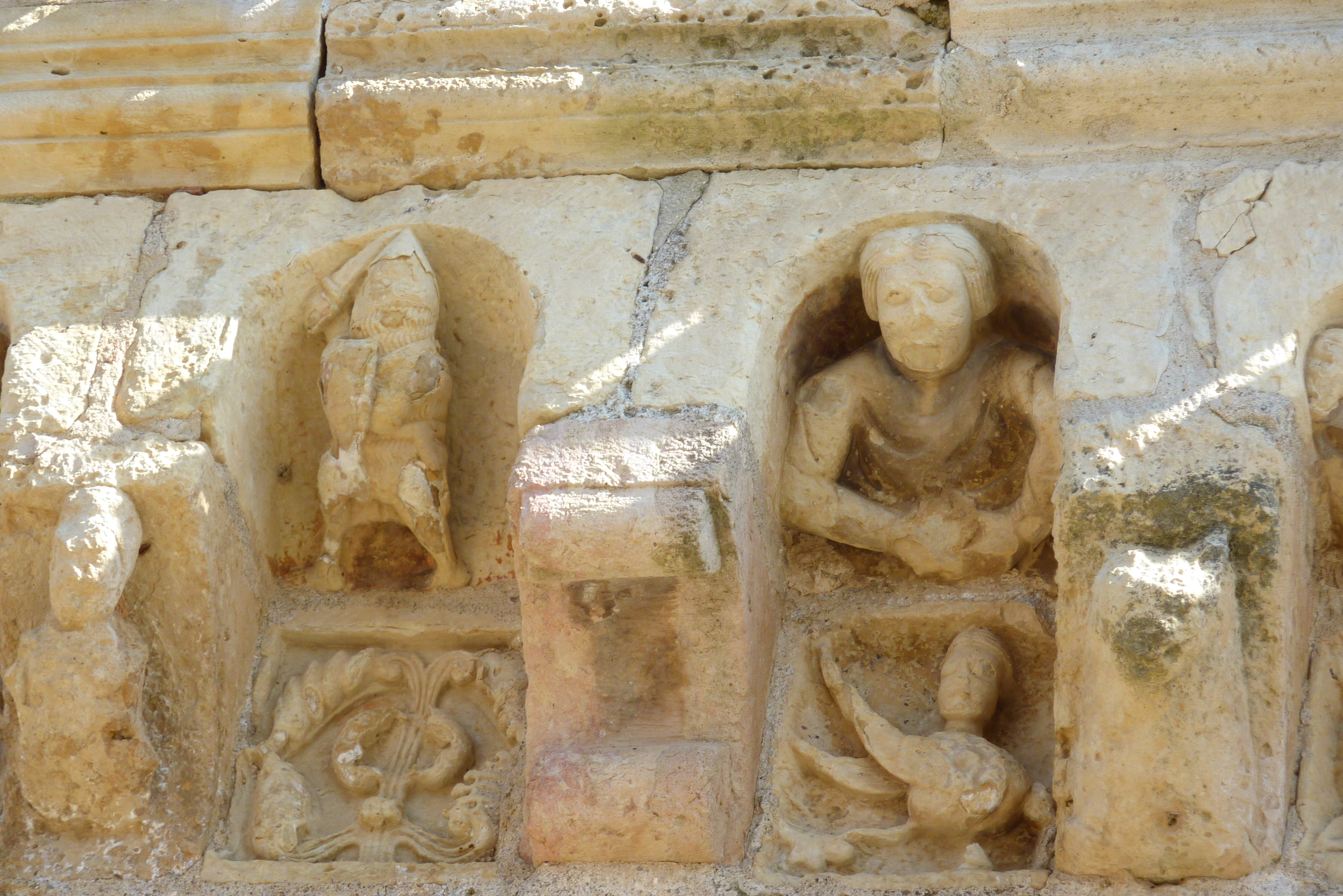
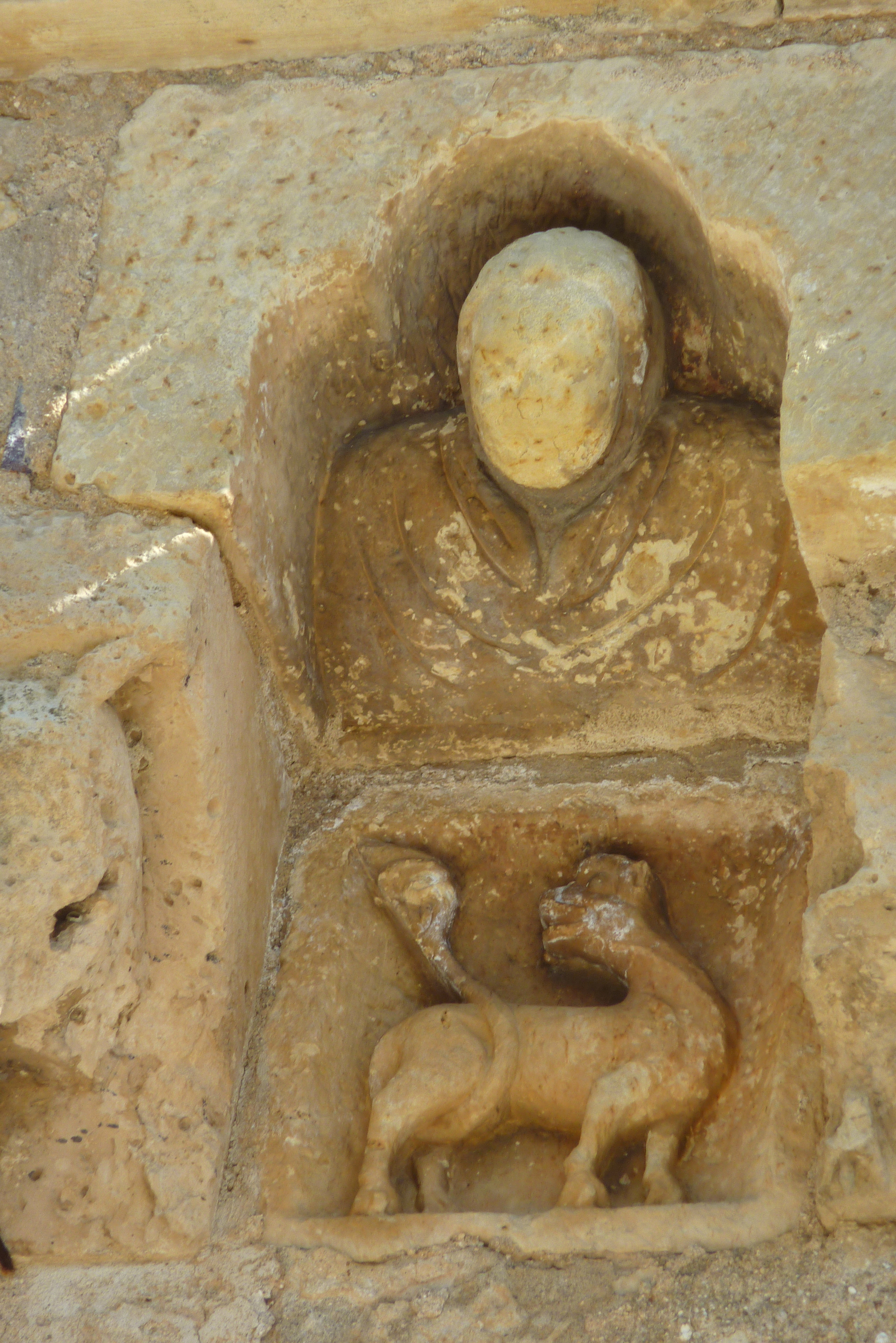

- Église San Miguel (es)

Église San Miguel
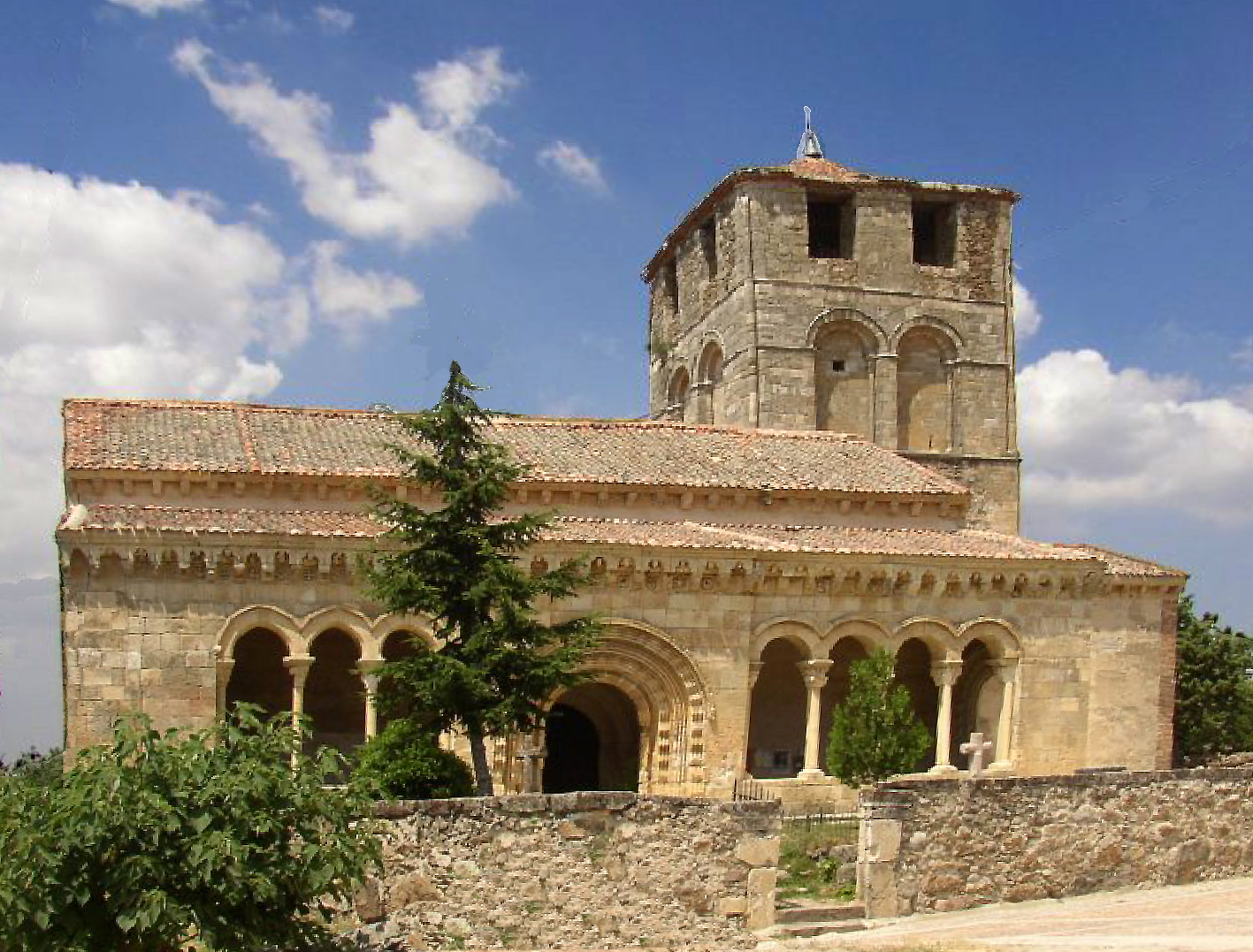
Vue d'ensemble
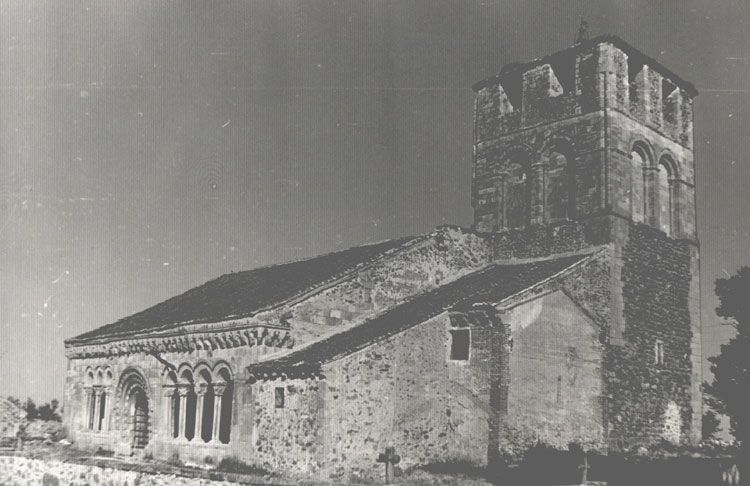
Vue d'ensemble Fondation Joaquín Díaz
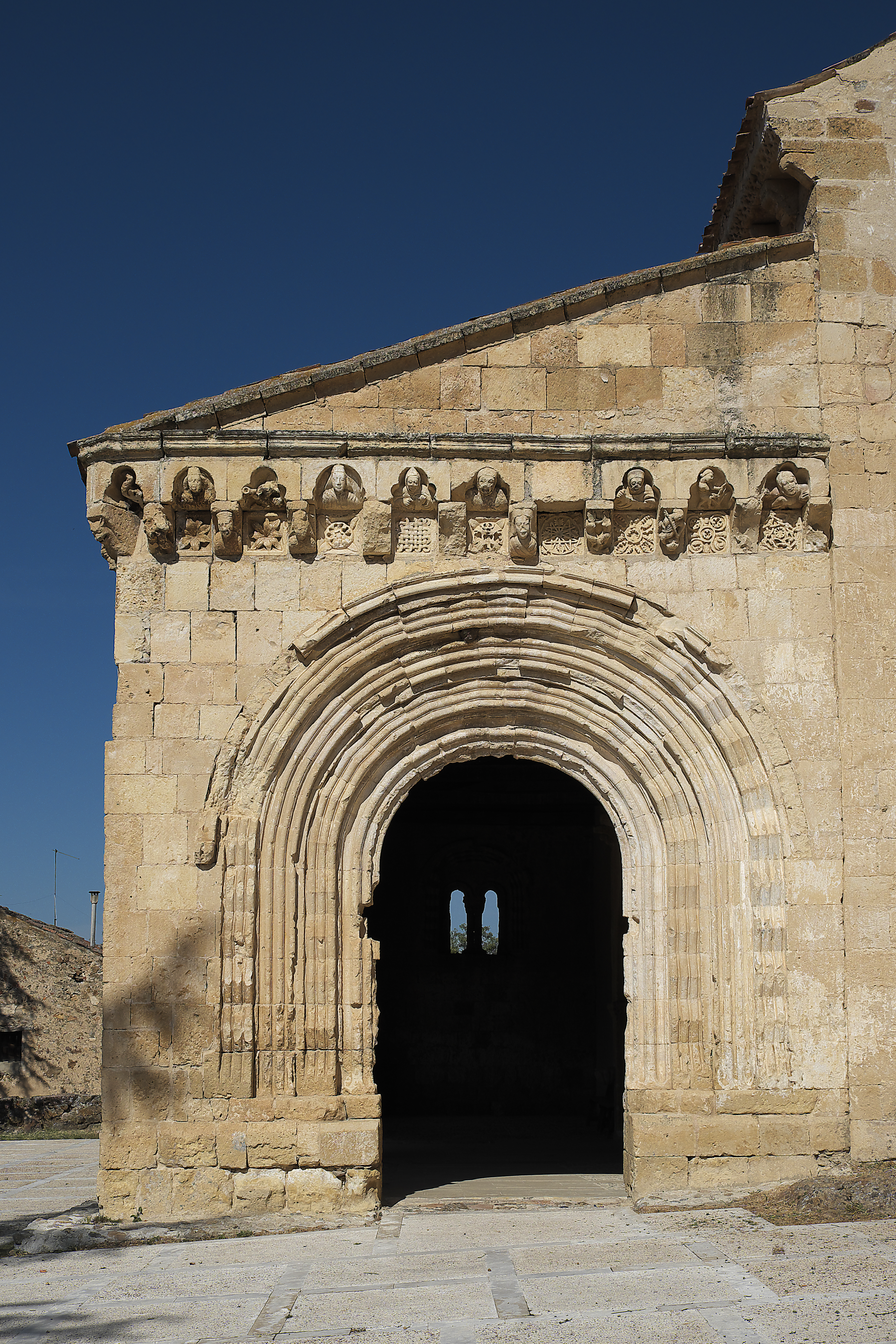
Porche